# Hans Speth (General)

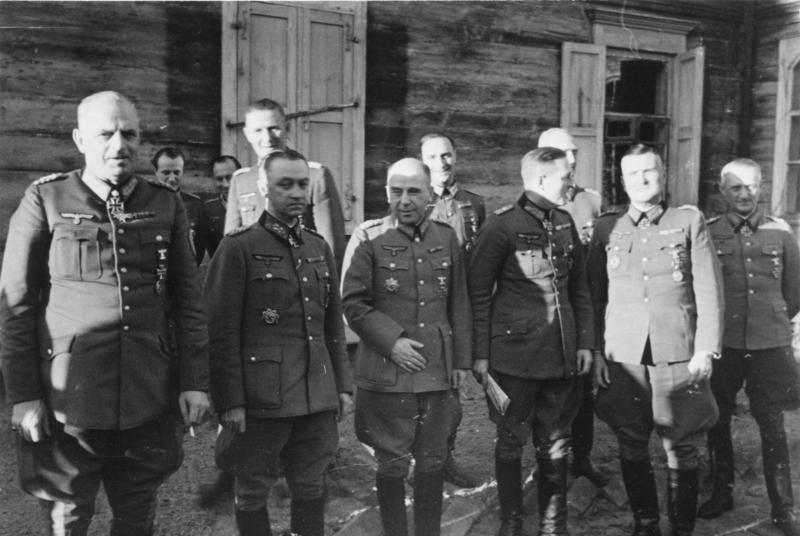
Hans-Ludwig Speth (erster von rechts)

Hans-Ludwig Speth (* 7. Oktober 1897 in Rockenberg; † 30. April 1985 in Gauting) war ein deutscher General der Artillerie im Zweiten Weltkrieg.

## Leben
Speth trat während des Ersten Weltkriegs am 1. Juli 1915 als Fahnenjunker in das 2. Kurhessische Feldartillerie-Regiment Nr. 47 der Preußischen Armee ein. Am 1. Juli 1916 wurde zum Leutnant im Lothringischen Fußartillerie-Regiment Nr. 16 befördert.
Nach Kriegsende erfolgte seine Übernahme in die Reichswehr, in der er u. a. 1924 als Adjutant im 6. (Preußisches) Artillerie-Regiment diente. Nachdem er am 1. August 1936 Lehrer an der Heereskriegsakademie wurde, beförderte man ihn am 1. April 1939 zum Oberstleutnant i. G.
Mit Beginn des Zweiten Weltkriegs wurde er am 1. September 1939 Erster Generalstabsoffizier des XXVII. Armeekorps und kam am 30. September 1940 in den Generalstab der Deutschen Heeresmission in Rumänien. Als Chef des Generalstabes des LIV. Armeekorps seit 1. April 1941 wurde er am 1. Juni 1941 zum Oberst i. G. befördert. Vom 23. November 1942 bis zum 1. Dezember 1943 diente er als Chef des Generalstabes der 18. Armee und wurde am 1. Januar 1943 zum Generalmajor befördert. Es folgte die Stelle des Kommandeurs der 28. Jäger-Division bis zum 28. April 1944. Bereits am 1. Januar 1944 wurde er zum Generalleutnant befördert, und am 23. Februar 1944 erhielt er das Ritterkreuz zum Eisernen Kreuz. Vom 1. Juni 1944 bis zum 8. Mai 1945 war er Kommandeur der Kriegsakademie.

## Auszeichnungen
- Eisernes Kreuz (1914) II. und I. Klasse[3]
- Hessische Tapferkeitsmedaille[3]
- Ehrenkreuz
- Spange zum Eisernen Kreuz II. und I. Klasse
- Medaille Winterschlacht im Osten 1941/42
- Krimschild
- Deutsches Kreuz in Gold am 14. April 1942[1]
- Bundesverdienstkreuz 1. Klasse 1968